# Hoploclonia abercrombiei
Hoploclonia abercrombiei är en insektsart som beskrevs av Bragg 1995. Hoploclonia abercrombiei ingår i släktet Hoploclonia och familjen Heteropterygidae. Inga underarter finns listade i Catalogue of Life.